# Stelzfuß von Capua

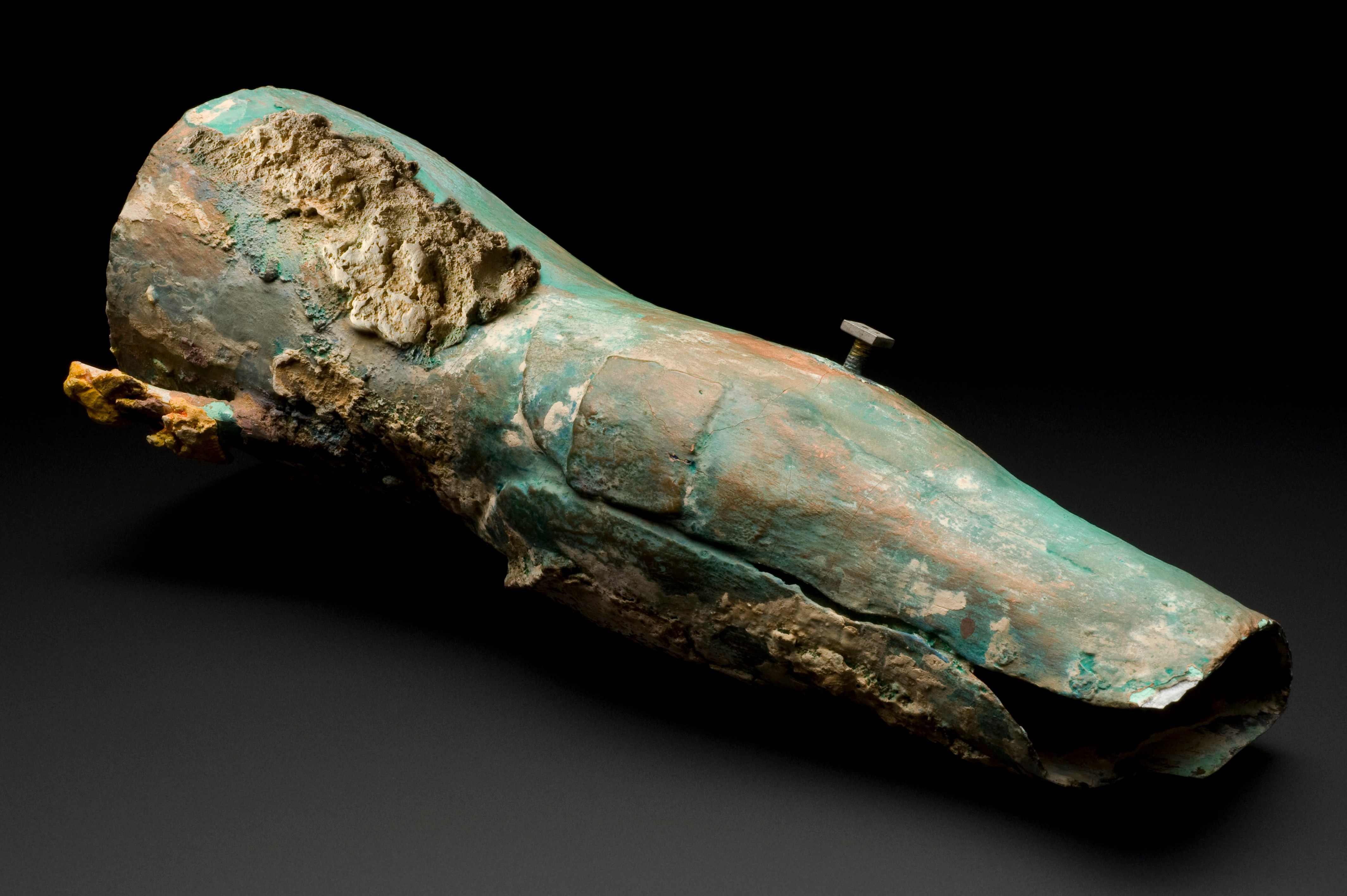
Nachbildung des Stelzfußes von Capua im Science Museum in London.

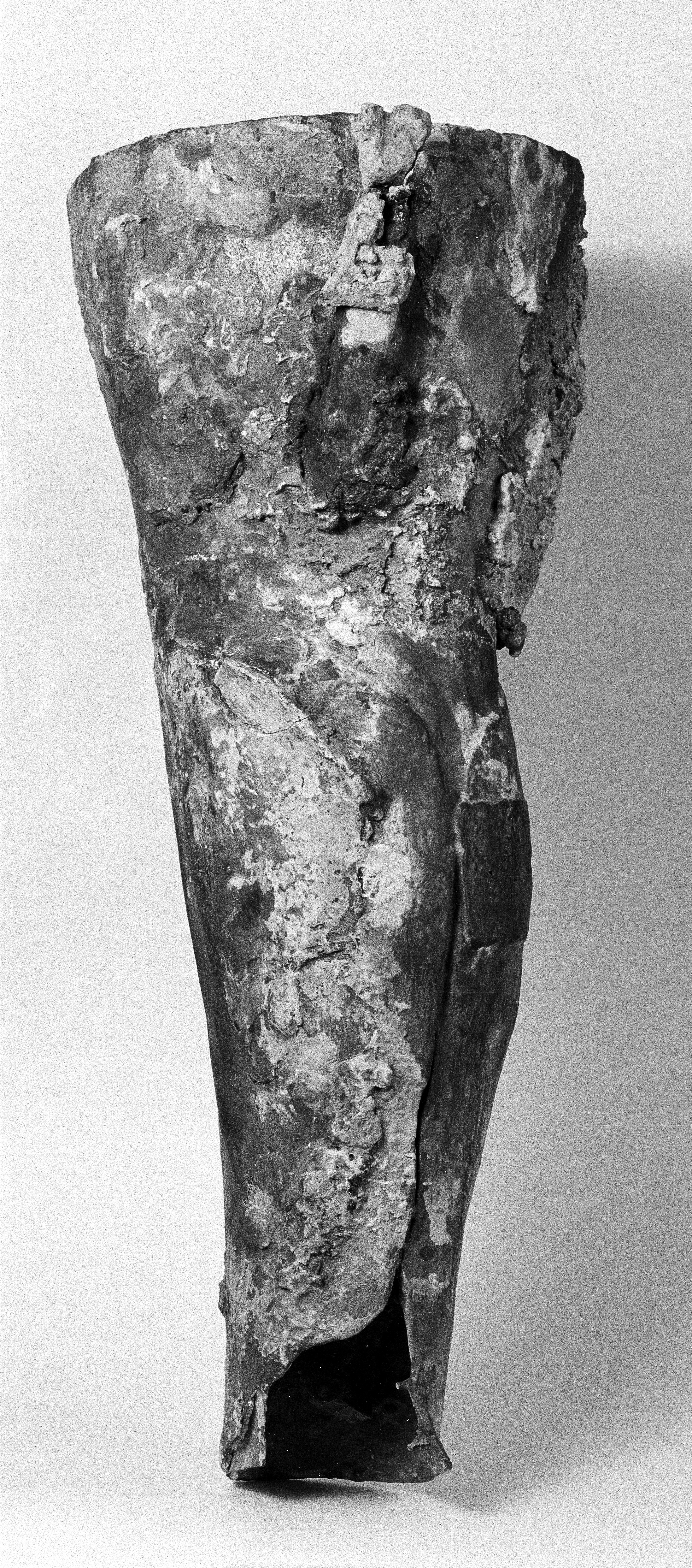
Der Stelzfuß von Capua (Nachbildung)

Der Stelzfuß von Capua (englisch Capua leg) ist eine Beinprothese aus der Zeit um 300 v. Chr. Die Prothese, die in einem Grab in der Nähe der kampanischen Stadt Santa Maria Capua Vetere (dem historischen Capua) gefunden wurde, war die älteste erhaltene Beinprothese und zugleich die einzige aus der klassischen Antike.
1941 wurde die Prothese bei einem deutschen Luftangriff auf London zerstört. Eine um 1910 entstandene Kopie befindet sich heute im Science Museum in London (Inventarnummer A646752).

## Geschichte
Erstmals erwähnt wurde der Fund dieser antiken Beinprothese 1885 in einem im Bulletino dell’Instituto di Corrispondenza Archeologica abgedruckten Grabungsbericht. Die eigentliche Entdeckung geschah aber wohl schon im Winter 1884/85. Das Kunstbein wurde neben einem Skelett aufgefunden, dem ein Teil des rechten Unterschenkels fehlte. Die Amputation geschah gemäß Walter von Brunn „etwas oberhalb der Mitte des Unterschenkels“.
Das Skelett trug einen „mit kleinen Nieten gesäumten“ Hüftgurt aus Bronzeblech.
Ebenfalls gefunden wurden einige Grabbeigaben, vor allem Fragmente rotfiguriger Keramik, die Friedrich von Duhn im Jahr 1886 dazu dienten, den Fund auf die Zeit um 300 v. Chr. zu datieren.
Die Prothese selbst fand er da aber schon nicht mehr vor.
Das Original war vom Royal College of Surgeons erworben und nach London gebracht worden.
Infolge des Ersten Weltkriegs gelang es Karl Sudhoff erst 1920, weitergehende Informationen aus Großbritannien zu erhalten, darunter Fotografien und eine von Charles Singer angefertigte Schnittzeichnung. Auf dieser Grundlage veröffentlichte Walter von Brunn im Jahr 1926 eine ausführliche Beschreibung.
Das Original wurde während des Zweiten Weltkriegs bei einem deutschen Luftangriff auf London in der Nacht auf den 11. Mai 1941 zerstört.
Die Nachbildung im Science Museum ist nicht vollständig originalgetreu: die Abmessungen stimmen mit denen des historischen Stückes nicht überein.
Zur Zeit der Entstehung gehörte Capua zwar zum römischen Einflussbereich, die Bewohner (und damit sehr wahrscheinlich auch der offenbar wohlhabende Besitzer der Prothese) waren aber überwiegend Etrusker oder Samniten. Das Kunstbein von Capua kann daher nicht ohne weiteres als „römisch“ angesehen werden.

## Beschreibung
Bei der Prothese von Capua handelt es sich um ein naturgetreu modelliertes Kunstbein, das den rechten Unterschenkel ersetzte. Es ähnelt vor allem in der Darstellung der Wadenmuskulatur zeitgenössischen Beinschienen.
Das Kunstbein besteht in der Hauptsache aus einem im oberen Drittel und von unten teilweise ausgehöhlten hölzernen Kern, an dem mit Bronzenägeln eine äußere Hülle aus dünner Bronze befestigt ist.
Am oberen Ende der Bronzehülle sind zwei (möglicherweise ursprünglich drei) ösenartige Halterungen aus Eisen (iron bars) angebracht.
Der Holzkern war zum Zeitpunkt des Fundes schon zu großen Teilen zerfallen.
Die Unterschenkelprothese ist insgesamt 39,5 cm lang, ihr Umfang an der dicksten Stelle beträgt 45,75 cm. Die bronzene Hülle ragte an der Oberseite etwa 15 cm über die Reste des Holzkerns hinaus.
Es ist unklar, ob ursprünglich ein künstlicher Fuß vorhanden war und wie dieser mit dem Bein verbunden gewesen sein könnte. Ein viereckiges Eisenstück, das in der Nähe gefunden wurde, könnte den unteren Abschluss der Prothese gebildet haben. Jedenfalls erschien das Bronzematerial im unteren Bereich nicht abgenutzt.
Obwohl die Prothese sehr wahrscheinlich mehr als nur kosmetische Zwecke erfüllte, bleibt der tatsächliche Grad der Funktionalität unklar. Die Funktionalität hängt maßgeblich von der Tragweise der Prothese ab, über die nur spekuliert werden kann. Sudhoff und von Brunn vermuten, dass das Kunstbein an der Hüfte befestigt wurde (obwohl beiden die Existenz des bronzenen Gürtels unbekannt war). Dies allein wäre für eine praktische Prothese jedoch nicht ausreichend. Eine sichere Befestigung des Kunstbeins wäre nur mit einer, eventuell aus Leder gefertigten, Oberschenkelhülse möglich gewesen. Hierfür gibt es aber keinen archäologischen Nachweis.
Auch ist unklar, ob – wie noch bis ins 19. Jahrhundert durchaus üblich – die Stumpffläche direkt belastet wurde, was die Alltagstauglichkeit weiter eingeschränkt hätte.